# Eio
Der Eio ist ein kurzer, aber wasserreicher Fluss in der norwegischen Kommune Eidfjord in Vestland. Er bildet den 2 km langen Abfluss des Sees Eidfjordvatnet zum nordwestlich gelegenen Eidfjord, einem inneren Fjordarm des Hardangerfjord, und in die Nordsee.
Seine Hauptquellflüsse, Bjoreio und Veig, speisen den Eidfjordvatnet. Der Eio bildet den untersten Abschnitt des Flusssystems Eidfjordvassdraget, das den nördlichen Teil der Hardangervidda entwässert. Das Einzugsgebiet umfasst 1173 km². Zusammen mit dem Bjoreio erreicht der Eio eine Flusslänge von 78 km. An seiner Mündung liegt der Ort Eidfjord.